# Canon EF-M 32mm f/1.4 STM
El Canon EF-M 32mm f/1.4 STM és un objectiu fix normal amb muntura Canon EF-M.
Aquest, va ser anunciat per Canon el 5 de setembre de 2018, amb un preu de venta suggerit de 419€.
Actualment, és l'òptica més lluminosa de Canon de la sèrie EF-M, amb una obertura f/1.4 i l'ultim objectiu presentat per la marca amb aquesta muntura.
La seva distància focal de 32mm té el mateix camp visual en una càmera EOS de la sèrie M que una lent de 51mm en una càmera de fotograma complet.
Aquest objectiu s'utilitza sobretot per fotografia de retrat.
El 2019, aquest objectiu va guanyar el premi de Technical Image Press Association (TIPA) com a millor objectiu de focal fixa per a càmeres sense mirall amb sensor APS-C.

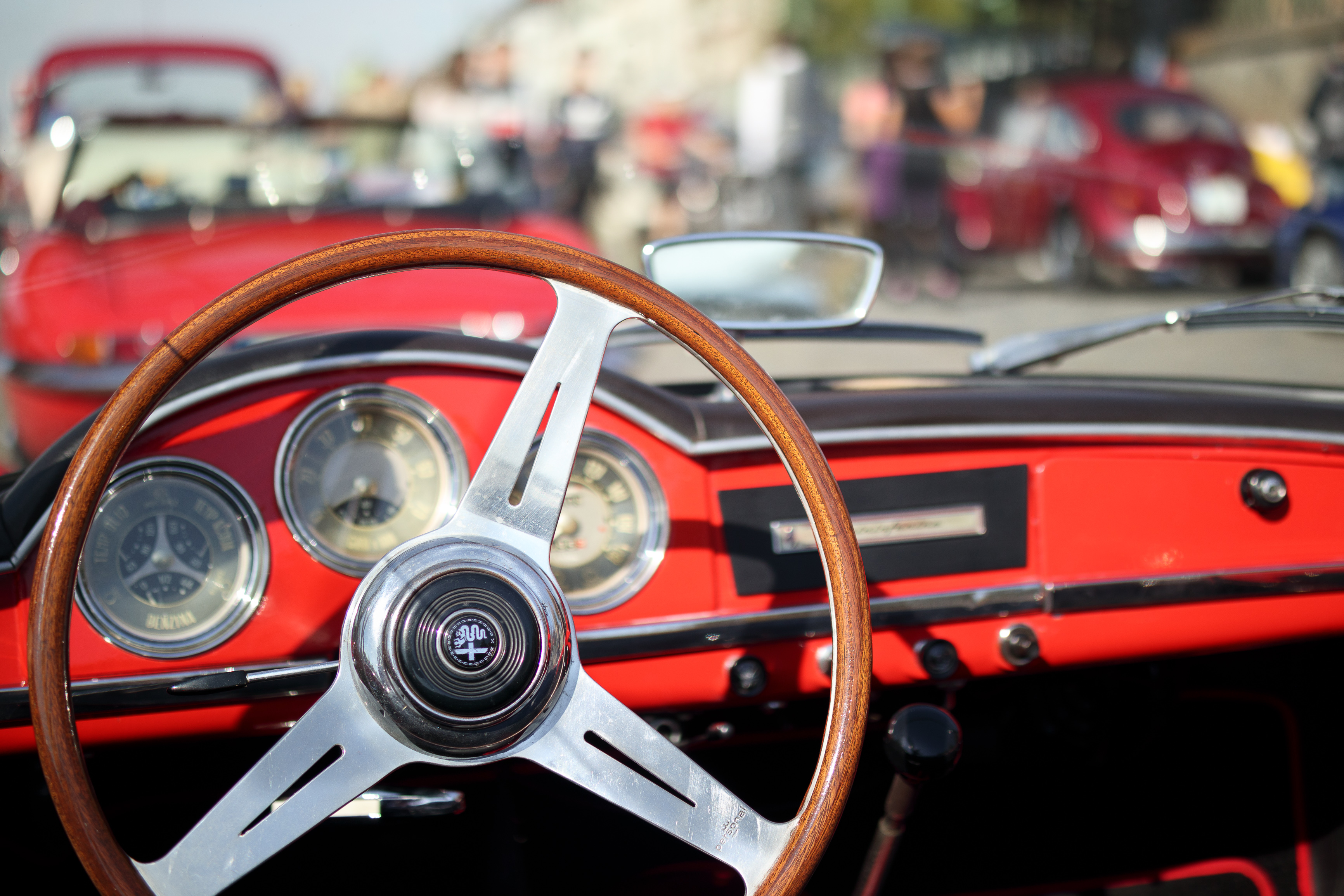
Cotxe fotografiar amb el Canon EF-M 32mm f/1.4 STM

## Característiques
Les seves característiques més destacades són:
- Distància focal: 32mm
- Obertura: f/1.4 - 16
- Motor d'enfocament: STM (Motor d'enfocament pas a pas, silenciós)
- Distància mínima d'enfocament: 23cm
- Rosca de 43mm
- A f/2.8 és on l'objectiu comença a millorar la distorsió de les cantonades i contrast, respecte a f/1.4[7]

## Construcció[7]
- El canó i l'anell d'enfocament són de policarbonat
- La muntura és metàl·lica
- El diafragma consta de 7 fulles, i les 14 lents de l'objectiu estan distribuïdes en 8 grups.[1]
- Consta d'elements asfèrics i un revestiment súper spectra (ajuda a reduir els efectes fantasma).[8]

## Accessoris compatibles[9]
- Tapa E-43
- Parasol ES-60
- Filtres de 43mm
- Tapa posterior EB
- Funda LP1014

## Objectius similars amb muntura EF-M
- 7artisans 35mm f/1.2[10]
- 7artisans 35mm f/1.2 Mark II[11]
- 7artisans 35mm f/2[12]
- Kamlan 32mm f/1.1[13]
- Laowa Argus 33mm f/0.95 CF APO[14]
- Meike 35mm f/1.4[15]
- Samyang 35mm f/1.2 ED AS UMC CS[16]
- Sigma 30mm f/1.4 DC DN[17]
- ZY Optics Mitakon Speedmaster 35mm F/0.95 II[18]